# Mazda EX-005
El Mazda EX-005 ( japonés:: マ ツ ダ EX005 ハ イ ブ リ ッ ド) era un microcar fabricado en Japón en 1970. Se mostró en 1970 Salón del automóvil de Tokio. Estaba dirigido por un joystick y tenía el tamaño de una silla de oficina. El EX-005 fue diseñado para ser un automóvil de cercanías urbano, pero debido a la falta de comodidad, espacio y seguridad, siguió siendo un vehículo conceptual y nunca llegó a producirse.